# Uriel Antuna
Carlos Uriel Antuna Romero (Gómez Palacio, 1997. augusztus 21. –) a mexikói válogatott olimpiai bronzérmes labdarúgója, aki 2022 óta a Cruz Azulban játszik támadó középpályásként.

## Pályafutása

### Klubcsapatokban
2012-ben már annak a Santos Lagunának az U15-ös csapatában játszott, amely a szülővárosát, Gómez Palaciót is magába foglaló várostömörülés legnagyobb klubja. A következő években végigjárta a Santos összes ifjúsági csapatát, majd 2017. március 5-én egy UNAM Pumas elleni mérkőzésen a felnőtt első osztályban is bemutatkozott. Igaz, ez volt az első és egyben utolsó mérkőzése is az első osztályban a Santos színeiben, ugyanis hamarosan a Manchester City igazolta le. Ott azonban nem lépett pályára, ugyanis rögtön kölcsönadták a holland FC Groningennek, majd 2019-ben az amerikai Los Angeles Galaxynak. A következő évben hazatért a mexikói bajnokságba, ahol először a Guadalajara, majd 2022-től a Cruz Azul játékosa lett.

### A válogatottban
A felnőtt válogatottban először 21 évesen, 2019. június 5-én, egy Venezuela elleni barátságos mérkőzésen lépett pályára, majd rendszeres kerettaggá vált. Első gólját 10 nappal bemutatkozása után, Kuba ellen szerezte, sőt, azon a mérkőzésen mesterhármast is elért. Tagja volt a 2020-ban a tokiói olimpián bronzérmet nyert válogatottnak, és játszott világbajnoki selejtezőket is, valamint része volt a 2019-es CONCACAF-aranykupát megnyerő mexikói csapatnak is: az előbb említett mesterhármast is itt szerezte, később pedig még egy gólt lőtt a csoportkörben. 2022-ben beválogatták a világbajnokságon szereplő mexikói keretbe is.

#### Mérkőzései a válogatottban
| Mexikó | Mexikó               | Mexikó                                         | Mexikó           | Mexikó   | Mexikó           | Mexikó                          | Mexikó | Mexikó               |
| #      | Dátum                | Helyszín                                       | Hazai            | Eredmény | Vendég           | Kiírás                          | Gólok  | Esemény              |
| ------ | -------------------- | ---------------------------------------------- | ---------------- | -------- | ---------------- | ------------------------------- | ------ | -------------------- |
| 1.     | 2019. június 5.      | Atlanta, Mercedes-Benz Stadium                 | Mexikó           | 3 – 1    | Venezuela        | barátságos                      | 0      | 68'                  |
| 2.     | 2019. június 9.      | Arlington, AT&T Stadion                        | Mexikó           | 3 – 2    | Venezuela        | barátságos                      | 0      | 72'                  |
| 3.     | 2019. június 15.     | Pasadena, Rose Bowl                            | Mexikó           | 7 – 0    | Kuba             | CONCACAF-aranykupa, csoportkör  | 3      | 2' 44' 80'           |
| 4.     | 2019. június 19.     | Denver, Broncos Stadium                        | Mexikó           | 3 – 1    | Kanada           | CONCACAF-aranykupa, csoportkör  | 0      |                      |
| 5.     | 2019. június 23.     | Charlotte, Bank of America Stadium             | Martinique       | 2 – 3    | Mexikó           | CONCACAF-aranykupa, csoportkör  | 1      | 29'                  |
| 6.     | 2019. június 29.     | Houston, NRG Stadium                           | Mexikó           | 1 – 1    | Costa Rica       | CONCACAF-aranykupa, negyeddöntő | 0      | 85'                  |
| 7.     | 2019. július 2.      | Glendale, State Farm Stadium                   | Haiti            | 0 – 1    | Mexikó           | CONCACAF-aranykupa, elődöntő    | 0      | 68'                  |
| 8.     | 2019. július 7.      | Chicago, Soldier Field                         | Mexikó           | 1 – 0    | Egyesült Államok | CONCACAF-aranykupa, döntő       | 0      | 86'                  |
| 9.     | 2019. szeptember 6.  | East Rutherford, MetLife Stadium               | Egyesült Államok | 0 – 3    | Mexikó           | barátságos                      | 1      | 76' 82'              |
| 10.    | 2019. október 11.    | Hamilton, Bermudai Nemzeti Stadion             | Bermuda          | 1 – 5    | Mexikó           | CONCACAF Nemzetek Ligája        | 1      | 25'                  |
| 11.    | 2019. október 15.    | Mexikóváros, Estadio Azteca                    | Mexikó           | 3 – 1    | Panama           | CONCACAF Nemzetek Ligája        | 0      | 90'                  |
| 12.    | 2019. november 15.   | Panamaváros, Estadio Rommel Fernández          | Panama           | 0 – 3    | Mexikó           | CONCACAF Nemzetek Ligája        | 0      | 70'                  |
| 13.    | 2019. november 19.   | Toluca de Lerdo, Estadio Nemesio Díez          | Mexikó           | 2 – 1    | Bermuda          | CONCACAF Nemzetek Ligája        | 1      | 93'                  |
| 14.    | 2020. szeptember 30. | Mexikóváros, Estadio Azteca                    | Mexikó           | 3 – 0    | Guatemala        | barátságos                      | 0      | 61'                  |
| 15.    | 2020. november 14.   | Bécsújhely, Bécsújhelyi stadion                | Mexikó           | 3 – 2    | Dél-Korea        | barátságos                      | 1      | 54' 69'              |
| 16.    | 2020. november 17.   | Grác, Merkur Arena                             | Japán            | 0 – 2    | Mexikó           | barátságos                      | 0      | 64' 84'              |
| 17.    | 2021. május 29.      | Arlington, AT&T Stadion                        | Mexikó           | 2 – 1    | Izland           | barátságos                      | 0      |                      |
| 18.    | 2021. június 3.      | Denver, Empower Field at Mile High             | Mexikó           | 0 – 0    | Costa Rica       | CONCACAF Nemzetek Ligája        | 0      | 90'                  |
| 19.    | 2021. június 6.      | Denver, Empower Field at Mile High             | Egyesült Államok | 3 – 2    | Mexikó           | CONCACAF Nemzetek Ligája        | 0      | 78'                  |
| 20.    | 2021. június 12.     | Atlanta, Mercedes-Benz Stadion                 | Mexikó           | 0 – 0    | Honduras         | barátságos                      | 0      | 70'                  |
| 21.    | 2021. június 30.     | Nashville, Nissan Stadion                      | Mexikó           | 3 – 0    | Panama           | barátságos                      | 0      | 74'                  |
| 22.    | 2021. szeptember 2.  | Mexikóváros, Estadio Azteca                    | Mexikó           | 2 – 1    | Jamaica          | vb-selejtező                    | 0      | 75'                  |
| 23.    | 2021. szeptember 8.  | Panamaváros, Estadio Rommel Fernández          | Panama           | 1 – 1    | Mexikó           | vb-selejtező                    | 0      | 60'                  |
| 24.    | 2021. október 7.     | Mexikóváros, Estadio Azteca                    | Mexikó           | 1 – 1    | Kanada           | vb-selejtező                    | 0      | 72'                  |
| 25.    | 2021. október 10.    | Mexikóváros, Estadio Azteca                    | Mexikó           | 3 – 0    | Honduras         | vb-selejtező                    | 0      | 90+2'                |
| 26.    | 2021. október 27.    | Charlotte, Bank of America Stadium             | Mexikó           | 2 – 3    | Ecuador          | barátságos                      | 0      | 67'                  |
| 27.    | 2021. december 8.    | Austin, Q2 Stadium (USA)                       | Mexikó           | 2 – 2    | Chile            | barátságos                      | 0      | 60' 83'              |
| 28.    | 2022. január 27.     | Kingston, Függetlenség Park                    | Jamaica          | 1 – 2    | Mexikó           | vb-selejtező                    | 0      | 71'                  |
| 29.    | 2022. március 27.    | San Pedro Sula, Estadio Olímpico Metropolitano | Honduras         | 0 – 1    | Mexikó           | vb-selejtező                    | 0      | 67'                  |
| 30.    | 2022. március 30.    | Mexikóváros, Estadio Azteca                    | Mexikó           | 2 – 0    | Salvador         | vb-selejtező                    | 1      | 17' 64'              |
| 31.    | 2022. június 5.      | Chicago, Soldier Field                         | Mexikó           | 0 – 0    | Ecuador          | barátságos                      | 0      | 28'                  |
| 32.    | 2022. június 14.     | Kingston, Függetlenség Park                    | Jamaica          | 1 – 1    | Mexikó           | CONCACAF Nemzetek Ligája        | 0      | 37'                  |
| 33.    | 2022. augusztus 31.  | Atlanta, Mercedes-Benz Stadion                 | Mexikó           | 0 – 1    | Paraguay         | barátságos                      | 0      |                      |
| 34.    | 2022. szeptember 24. | Pasadena, Rose Bowl                            | Mexikó           | 1 – 0    | Peru             | barátságos                      | 0      | 62'                  |
| 35.    | 2022. szeptember 27. | Santa Clara, Levi’s Stadium                    | Mexikó           | 2 – 3    | Kolumbia         | barátságos                      | 0      | 77'                  |
| 36.    | 2022. november 9.    | Gerona, Estadio Montilivi                      | Mexikó           | 4 – 0    | Irak             | barátságos                      | 1      | 46' 90+2' (11-esből) |
| 37.    | 2022. november 16.   | Gerona, Estadio Montilivi                      | Mexikó           | 1 – 2    | Svédország       | barátságos                      | 0      | 46'                  |
| 38.    | 2022. november 22.   | Doha, 974 Stadion                              | Mexikó           | 0 – 0    | Lengyelország    | vb-csoportkör                   | 0      | 84'                  |
| 39.    | 2022. november 26.   | Loszaíl, Loszaíli Nemzeti Stadion              | Argentína        | 2 – 0    | Mexikó           | vb-csoportkör                   | 0      | 66'                  |
| 40.    | 2022. november 30.   | Loszaíl, Loszaíli Nemzeti Stadion              | Szaúd-Arábia     | 1 – 2    | Mexikó           | vb-csoportkör                   | 0      | 46'                  |
|        | Összesen             |                                                |                  | 40       | mérkőzés         |                                 | 10     | gól                  |